# Olivetti Auditronic 730
La Olivetti Auditronic 730 è stato un computer contabile dell'Olivetti uscito nel 1971 come versione di fascia bassa dell'Auditronic 770 con due unità di governo carta e una memoria a nucleo magnetico.